# American Nightmare (film, 2002)
Pour les articles homonymes, voir American Nightmare.
Pour plus de détails, voir Fiche technique et Distribution.
American Nightmare  est un film américain réalisé par Jon Keeyes, sorti directement en vidéo en 2002.

## Synopsis
La nuit d'Halloween, une jeune femme déséquilibrée décide de se venger et de laisser libre cours à sa folie.

## Fiche technique
- Titre : American Nightmare
- Réalisation et scénario : Jon Keeyes
- Production : Jerry Andrews, Richard T. Carey et Jon Keeyes
- Musique originale : Peter Gannon et David Rosenblad
- Photographie : Brad Walker
- Montage : Robert J. Castaldo
- Décors : Troy Blevins et Lowen Shivers
- Direction artistique : Eric Whitney
- Costumes : Debra Knotts
- Durée : 91 minutes
- Pays :  États-Unis
- Langue : anglais
- Format : couleur
- Date de sortie en vidéo : 
  - États-Unis : 29 janvier 2002
- Interdit aux moins de 12 ans

## Distribution
- Debbie Rochon as Jane Toppan
- Brandy Little as Jessie McClain
- Johnny Sneed as Wayne Holcomb
- Chris Ryan as Caligari
- Robert McCollum as Tony Collins
- Kristin McCollum as Cynthia Collins
- Heather Haase as Melanie Ryan
- Kenyon Holmes as Bruce Miller
- Rebecca Stacey as Misty McClain
- Kimberley Grant as Trisha McClain
- Brinke Stevens as Lisa
- Scott Phillips as Rick
- Hayden Tweedie as Deanna

## Autour du film
- Jane Toppan est le nom d'une véritable tueuse en série qui vécut aux États-Unis au début du XXe siècle.